# HD 167665
HD 167665 é uma estrela na constelação de Sagittarius. Com uma magnitude aparente visual de 6,40, está próxima do limite de visibilidade a olho nu. Com base em uma taxa de paralaxe de 32,01 mas (milissegundos de arco), determinada pela sonda Gaia, está localizada a aproximadamente 102 anos-luz (31,2 parsecs) da Terra. A estrela está se afastando do Sistema Solar com uma velocidade radial de +8 km/s, e possui um alto movimento próprio de 203 mas/a.
Esta estrela tem um tipo espectral de F9V Fe−0.8 CH−0.4, o que indica que é uma estrela de classe F da sequência principal com um espectro que apresenta deficiência de ferro e da molécula CH em comparação a estrelas normais dessa temperatura. É uma estrela parecida com o Sol com uma massa 3% maior que a massa solar, mas tem um raio 32% maior que o solar. A estrela é mais velha que o Sol com uma idade estimada de 6,7 bilhões de anos, e está rotacionando com uma velocidade de rotação projetada de 5,2 km/s. HD 167665 está irradiando 2,45 vezes a luminosidade solar de sua fotosfera a uma temperatura efetiva de 6,080 K.
Com base em grande variação na sua velocidade radial observada entre 1996 e 2006, uma possível anã marrom orbitando HD 167665 foi anunciada em 2007 pelo California and Carnegie Planet Search. Sua órbita tem um período de cerca de 12 anos, um semieixo maior de 5,61 UA uma excentricidade de 0,34. Esse objeto tem uma massa mínima de 51 vezes a massa de Júpiter, menor do que o limite de 80 massas de Júpiter para anãs marrons, mas ele pode também ser uma estrela de baixa massa se a inclinação orbital for suficientemente baixa. Os dados astrométricos da sonda Hipparcos não conseguiram impor um limite máximo significativo para a massa do objeto. Anãs marrons orbitando estrelas parecidas com o Sol são extremamente raras, com uma taxa de ocorrência inferior a 0,6%.
| Planeta | Massa          | Semieixo maior (UA) | Período orbital (dias) | Excentricidade |
| ------- | -------------- | ------------------- | ---------------------- | -------------- |
| b       | >50,6 ± 1,7 MJ | 5,608+0,097 −0,096  | 4451,8+27,6 −27,3      | 0,340 ± 0,005  |